# Jean-Claude Chemier
Jean-Claude Chemier est un footballeur français né le 26 juin 1954 à Lyon. Il évolue au poste de gardien de but.

## Biographie
Jean-Claude Chemier dispute 68 matchs en Division 1, 278 matchs en Division 2 et 3 matchs en Coupe UEFA.

## Palmarès
- Champion de France de Division 2 en 1978 avec le Lille OSC.